# وحشت سفید (شوروی)

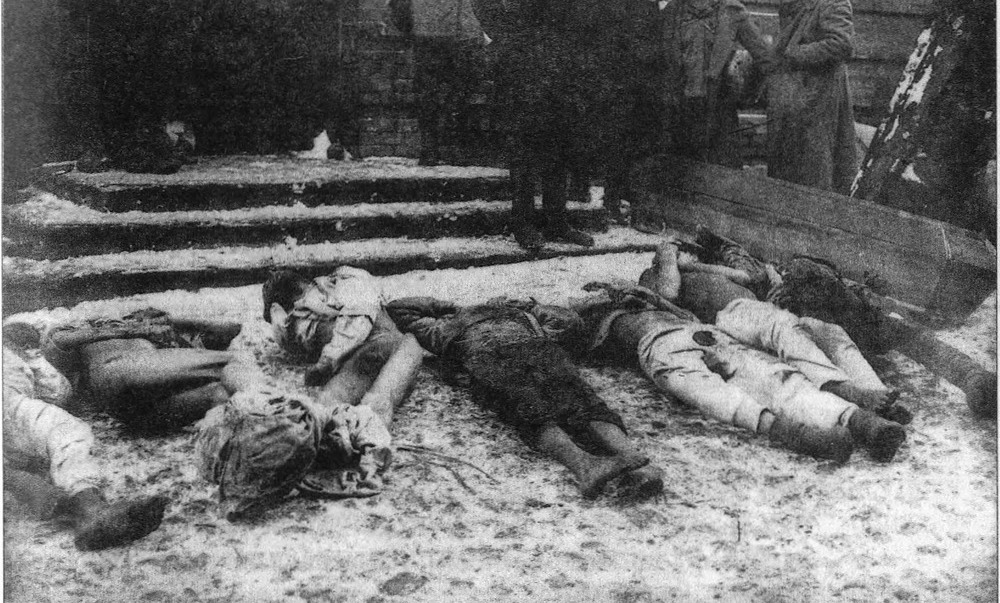
نمایی از اجساد زندانیانی که پیش از عقب‌نشینی از باخموت توسط نیروهای آنتون دنیکین، مسموم شدند. اجساد، مُثله‌شده و در دید همگان است. - ۱۹۱۹

وحشت سفید (انگلیسی: White Terror) در شوروی به خشونت‌های سازمان‌یافته‌ای اشاره می‌کند که توسط ارتش سفید در طول جنگ داخلی روسیه (۱۹۲۳–۱۹۱۷) پیاده شد. وحشت سفید هنگامی آغاز شد که بلشویک‌ها در نوامبر ۱۹۱۷ میلادی، قدرت را در روسیه در دست گرفتند. دوران وحشت سفید با بنیان‌گذاری ارتش سفید آغاز شد و با شکست ارتش سفید خاتمه یافت. ارتش سفید از تفاهم مثلث حمایت می‌کرد، و برای تصاحب قدرت در روسیه به نبرد با ارتش سرخ می‌پرداخت، که خود در ایجاد وحشت سرخ درگیر بود. برخلاف وحشت سرخ، وحشت سفید مجموعه‌ای از اقدامات عمدی نبود که توسط رهبران آن هدایت شود؛ با این حال، برخی تاریخ‌نگاران روسی استدلال مخالف را مطرح کرده‌اند، و می‌گویند وحشت از مقامات رأس جنبش سفید ناشی می‌شد.

## یادبود کشته‌شدگان ترور سفید
در روسیه، اوکراین، بلاروس و دیگر نقاط جهان، تعدادی از یادمان‌های تاریخی به کشته‌شدگان ترور سفید اختصاص یافته‌است. اکثر این یادمان‌های تاریخی در محل گورهای دسته‌جمعی کشته‌شدگان ساخته شده‌اند.
از سال ۱۹۲۰ میلادی، میدان مرکزی شهر ولگوگراد، «میدان مبارزان افتاده» نامیده شد، جایی که پیکرهای ۵۵ نفر از کشته‌شدگان ترور سفید در آنجا دفن شده‌اند. در سال ۱۹۵۷ میلادی یک یادمان در این مکان احداث شد. بر روی کتیبه‌ای که در مکان این یادمان نصب شده، نوشته شده‌است: «تقدیم به مبارزان آزادی نبرد تزاریسین، دفن شدگان در اینجا، مدافعان قهرمانانه نبرد تزاریسین هستند که به طور وحشیانه‌ای توسط قصابان گارد سفید در سال ۱۹۱۹ میلادی شکنجه شدند.»